# Song Ui-young
Song Ui-young (송의영?; Incheon, 8 novembre 1993) è un calciatore sudcoreano naturalizzato singaporiano, centrocampista del Lion City Sailors e della nazionale singaporiana.

## Palmarès

### Club

#### Competizioni nazionali
- Premier League: 1

Lion City Sailors: 2021